# MundoMax
MundoMax fue una cadena de televisión en español con afiliadas en Estados Unidos, Puerto Rico y México.
El canal fue lanzado 1 de mayo de 2012, bajo el nombre de MundoFox  y nace como una empresa en conjunto de la cadena colombiana RCN Televisión de la Organización Carlos Ardila Lülle y FOX International Channels, hasta 2015 cuando RCN Televisión tomó control total del canal y cambió su nombre a MundoMax. Debido a malos resultados para obtener audiencia, la señal dejó de transmitirse el 30 de noviembre de 2016.

## Historia

### Inicios como MundoFox

Logotipo original como MundoFox, utilizado hasta el 27 de julio de 2015

El 23 de enero de 2012 fue anunciado el lanza miento del Canal de televisión MundoFOX. Así, Hernán López, presidente de Fox International Channels, dijo que el nuevo canal sería el encargado de satisfacer la gran demanda de calidad de contenido en español de los televidentes y anunciantes en los Estados Unidos.
Esta decisión fue tomada por la cantidad de hispanohablantes en Estados Unidos, Puerto Rico y en áreas fronterizas en el norte de México.
Según datos, en 2010, había 50 millones de personas de ascendencia hispana o de países o territorios hispanohablantes de cualquier grupo racial entre los 309 millones de habitantes de Estados Unidos y los ingresos por publicidad en el mercado hispano/latino fueron de unos 3600 millones de dólares de los 80 000 millones del mercado nacional total en 2011.
La mayoría de su programación, contenidos en línea y redacción periodística viene de Colombia.

### Cambio a MundoMax
En julio de 2015 los derechos del canal pasan 100% a manos de RCN Televisión, ya que el accionista mayoritario, Fox International Channels, decidió retirarse de este proyecto a cumplir 3 años. Entre ello causa el cierre de sus servicios informativos el martes 28 de julio, y cambio de nombre a MundoMax.
En 2016, varias afiliadas dejan de transmitir la señal de MundoMax en los Estados Unidos y finalmente, el 30 de noviembre de 2016, la cadena cesó sus emisiones de manera definitiva tras no conseguir buenos resultados. Tras el cierre de la cadena, la estación WGEN se convirtió en afiliada de Azteca America en Miami, Florida y la televisora KM LPTV de Chicago, Illinois, propietaria de la afiliada, WOCK, demandó a MundoMax por incumplimiento de contrato. Si bien MundoMax dejó de transmitir su señal, sigue existiendo como entidad con obligaciones legales. Las antiguas afiliadas, KGMC y KWSM de California y WXCW de Florida están afiliadas a la cadena Estrella TV actualmente.